# Король Артур и рыцари без страха и упрёка
«Король Артур и рыцари без страха и упрёка» (англ. King Arthur and the Knights of Justice) — американский мультсериал, производившийся компаниями Golden Films, C&D Entertainment и Bohbot Entertainment. Сериал был создан Жаном Шалопеном вместе с Дайан Эскенази и Ави Арадом (председатель Toy Biz, позднее учредитель Marvel Studios), которые также были исполнительными продюсерами сериала.
Всего было создано 2 сезона, по 13 серий в каждом. Изначально «King Arthur and the Knights of Justice» транслировался в воскресном утреннем эфире как часть программного двухчасового блока Bohbot Entertainment «Amazin 'Adventures». Первая серия вышла в эфир 13 сентября 1992 года, а последний эпизод — 12 декабря 1993 года. В России сериал был показан на телеканале РЕН ТВ 13 августа — 17 сентября 2001 года, на телеканале СТС 2 февраля — 13 марта 2006 года, и позднее неоднократно повторялся. На телеканале М1 транслировался под названием «Король Артур и рыцари Ордена справедливости». В украинском прокате (Новый канал) мультсериал был показан как «Король Артур и рыцари справедливости», в переводе Pelican Entertament (подразделение Варус-Видео).
В 1993 году издательством Marvel был выпущен комикс за авторством Майка Лэки по мотивам мультсериала, состоящий из 3-х выпусков и являющийся комикс-адаптацией первых двух серий мультсериала. В 1995 году для приставки Super Nintendo компанией Enix была выпущена одноимённая видеоигра по мотивам мультсериала.

## Сюжет
Завязка сюжета представляет собой реминисценцию на произведение Марка Твена «Янки из Коннектикута при дворе короля Артура». Король Артур и Рыцари Круглого Стола заключены в Хрустальную пещеру (Cave of Glass) злой колдуньей Морганой Ле Фэй. Волшебник Мерлин не в силах освободить рыцарей из неподвижного плена, поэтому он ищет им замену в будущем — в нашем, современном мире. Мерлин находит квотербека по имени Артур Кинг, выступающего за команду «Рыцари» (англ. The Knights).
Он перемещает Артура и его команду во времени в мрачное средневековье, которые становятся новыми Рыцарями Круглого Стола. Перед ними стоит задача победить злую колдунью и освободить узников Стеклянной пещеры, для чего им необходимо собрать 12 ключей Истины (Twelve Keys of Truth). Мерлин с помощью магии Круглого Стола даёт ребятам оружие и наделяет их способностями вызывать из щитов магических существ, помогающих им в борьбе против злодеев.
В сериале был использован прогрессивный тип повествования, где каждая серия содержит отдельный сюжет, однако в последующих сериях учитываются результаты действий в предыдущих сериях (вертикальный сериал). Таким образом, каждая серия несёт сквозную сюжетную линию, которая постепенно продвигает обе стороны к поставленным целям. Несмотря на постоянное движение к разрешению конфликта сюжета, сериал является незаконченным и резко обрывается во втором сезоне.

## Персонажи
В русском переводе РЕН ТВ (2001) все роли дублировали Валерий Соловьёв (Мерлин), Светлана Шейченко (Моргана) и Владимир Маслаков (Артур).

### Рыцари Круглого Стола

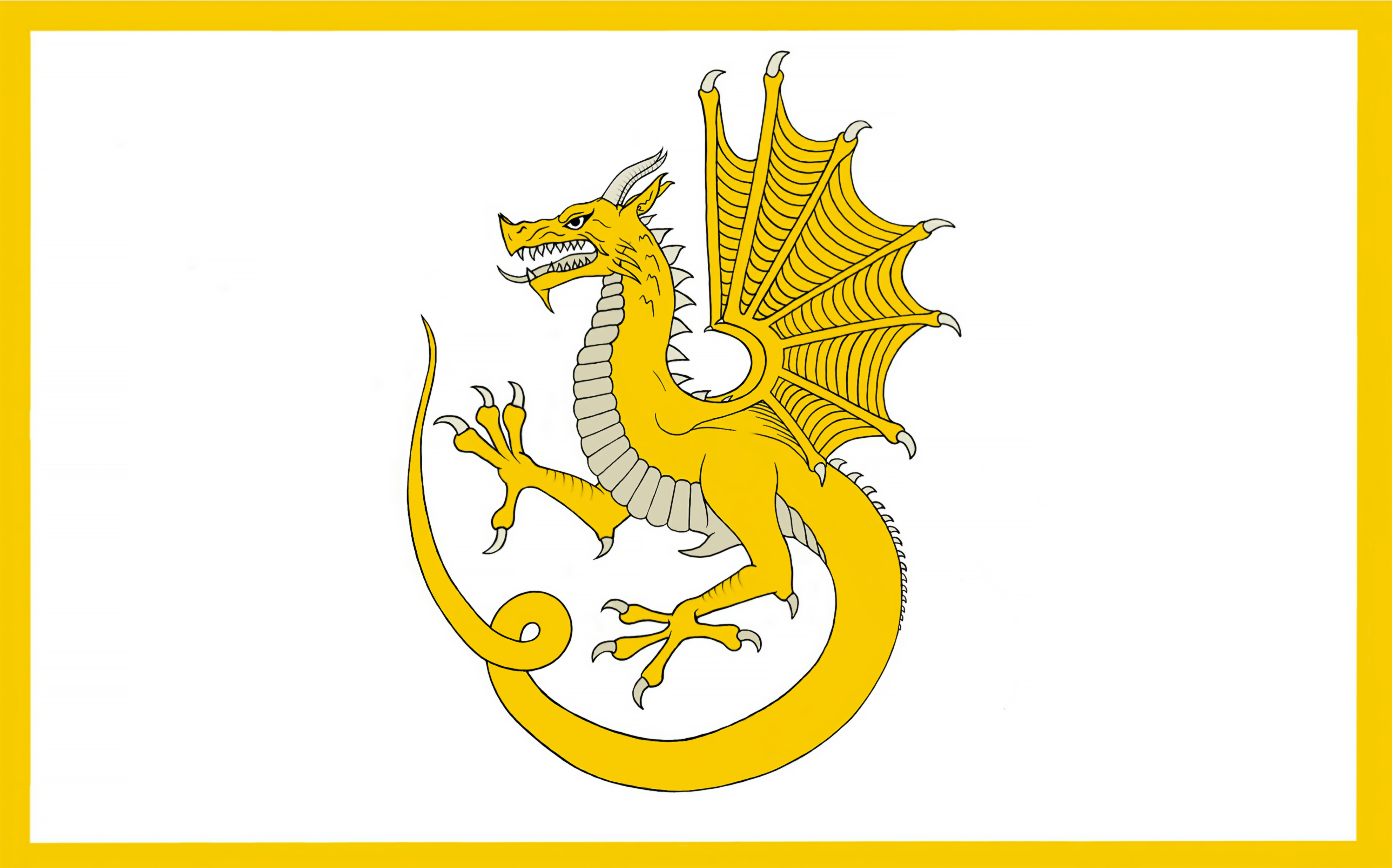
Y Draig Aur, золотой дракон на знамени Оуэна Глиндура.

- Король Артур (Артур Кинг Arthur King; озвучивает Эндрю Кавадас[англ.]) — капитан и квортербек своей футбольной команды, «Рыцари», в современности, Артур использует свои природные лидерские навыки в битве против сил Морганы, ведя в бой рыцарей Круглого Стола. Время от времени ища совета Мерлина, Артур обычно придумывает умные стратегии и планы сражений. На его щите находится дракон справедливости (также называемый драконом щита), типологически — виверна, которого можно на время высвободить из щита при необходимости. На груди доспеха у Артура изображён меч Экскалибур, который он материализует по своему желанию.
- Сэр Ланселот (Ланс Sir Lancelot; озвучивает Скотт Макнил[англ.]) — Ланс является заместителем командира рыцарей и лучшим другом Артура. Бесстрашный и храбрый, Ланс обычно самый серьёзный из рыцарей. Его эмблема — лев, а оружие — кавалерийское копьё[англ.].
- Сэр Тоун (Sir Tone; озвучивает Скотт Макнил) — изобретатель и кузнец команды. Он создаёт множество машин на основе тех, которые видел в своём времени. Полное имя Тоуна — Антонио, и он говорит с итальянским акцентом. На его нагруднике находятся молоток и долото, с помощью которых он может построить практически всё, что угодно, а на щите — змея.

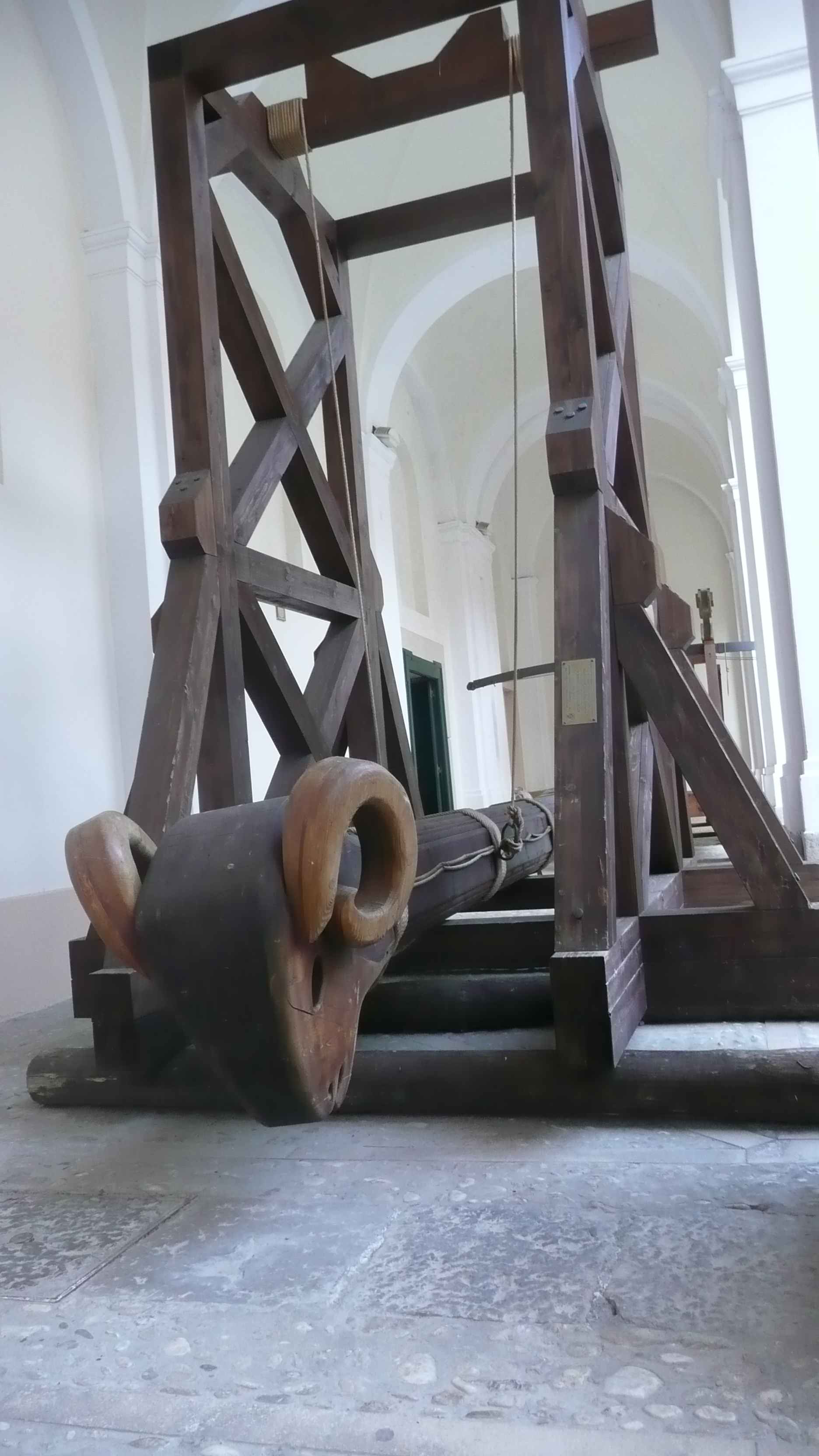
Средневековый таран из Италии.

- Сэр Транк (Sir Trunk; озвучивает Скотт Макнил) — силач рыцарей. Его щит содержит гигантского барана, достаточно сильного, чтобы разрушать стены и с легкостью переносить на спине несколько человек. На груди также изображена баранья голова, материализующаяся в шест с навершием — намёк на боевой таран, оконечность которого также оформляли часто в виде головы барана. В битве часто участвует в боевой повозке, схожей с тараном.
- Сэр Уолли (Sir Wally; озвучивает Ли Джеффри) — защитник футбольной команды «Рыцарей», и теперь, уже как у настоящего рыцаря, его работа состоит в том, чтобы защищать Артура во время атак. Добродушный, в то же время он тяжело переживает, когда делает ошибки. Сэр Брик — его лучший друг. Его эмблема на щите — сокол, а в бою он использует короткие мечи и кинжал, изображённый на груди рыцаря.
- Сэр Брик (Sir Brick; озвучивает Гари Чок[англ.]) — как и Уолли, Брик обычно используется в качестве телохранителя Артура. Он непоколебимо предан своим друзьям, в том числе своему лучшему другу Уолли. Он может материализовать из своей нагрудной пластины по желанию массивную стену из кирпичей (англ. brick). Его эмблема — летучая мышь.
- Сэр Фил (Sir Phil; озвучивает Гарри Чок) — один из сильнейших рыцарей из числа двенадцати. Очень непреклонен в своём желании возвращения «в страну чизбургеров и картофеля фри». На его нагруднике изображена шипованная дубина, а на щите — чёрная пантера.
- Сэр Даррен (Sir Darren; озвучивает Майкл Донован[англ.]) — единственный из рыцарей с арбалетом, Даррен также и «красавчик» команды. В Камелоте он встретил постоянную девушку в лице леди Элейн. Обычно он крут и уверен в себе на поле боя и за его пределами, иногда даже слишком. На его щите изображен гигантский орёл, способный поднять несколько человек. На поле боя сэр Даррен управляет боевой повозкой с гигантским арбалетом.
- Сэр Гэллоп (Sir Gallop; озвучивает Марк Хилдрет[англ.]) — ловелас, Галлоп постоянно думает о женщинах, хотя также очень уважительно относится к ним. На его нагруднике находится шипастая булава-моргенштерн, а на щите — двуглавый пёс. Во втором сезоне открывается, что он встречается с крестьянской девушкой по имени Кэтрин.
- Сэр Бриз (Sir Breeze; озвучивает Ли Джеффри) — большой болтун, в команде Бриз исполняет роль трэш-толкера и не лезет за словом в карман. Он использует в речи много слов из сленга своего времени (1990-е годы) и боится высоты и замкнутых пространств. Его эмблема — сфинкс, а оружие на груди — пика. Парень немного эгоистичен, однако прекрасно знает свои жизненные приоритеты.
- Сэр Лаг (Sir Lug; озвучивает Майкл Донован) — хотя первоначально Лаг был менеджером инвентаря команды, попав в средневековье, Лаг стал ответственен за  оруженосцев Камелота. У Лага низкая самооценка, и над ним обычно подшучивают другие рыцари, но он обладает огромной храбростью и даже может выстоять против Лорда Змея в бою. Его щит-эмблема напоминает кракена, а на груди изображён мяч для американского футбола[англ.].
- Сэр Зек (Sir Zeke; озвучивает Марк Хилдрет) — признанный гений и, вероятно, самый умный член своей команды, Зик, однако, меньше других появляется в приключениях, беспрерывно сопровождающих рыцарей. Его оружие — копьё, а эмблема — гидра.

### Двор Камелота
- Мерлин (озвучивает Джим Бёрнс) — великий волшебник, служивший королю Артуру. Он ответственен за то, что забрал Артура Кинга и его товарищей по команде в прошлое, чтобы сражаться против Морганы после того, как настоящий король Артур и его рыцари были заключены в магическую тюрьму. Мерлин является главным помощником в деле защиты Камелота для рыцарей и использует свои различные заклинания, зелья и советы, чтобы помочь им, когда это необходимо. Он также единственный человек из своего периода времени, который знает истинные личности Артура и других.
- Королева Гвиневра (озвучивает Кэтлин Барр[англ.]) — королева Камелота и жена настоящего короля Артура. Гвиневра была захвачена Морганой в начале шоу, но её спасли Артур Кинг (выдававший себя за её мужа), Лэнс и Транк. Она часто задаётся вопросом об изменениях в поведении и манере речи Артура, не зная всей правды.
- Леди Элейн (Lady Elaine; озвучивает Венус Терцо[укр.]) — фрейлина Гвиневеры и подруга Даррена.
- Леди Мэри (Lady Mary) — вторая спутница Гвиневеры и тётя сквайра Эверетта. В эпизоде 1 сезона «Спасти оруженосца» она и сэр Тон сначала обижаются друг на друга, но в конце показывают привязанность друг к другу.
- Кэтрин (Katherine) — крестьянская девушка, которая становится девушкой сэра Гэллопа во 2 сезоне.
- Сквайр Тайронн (Squire Tyronne; озвучивает Майкл Донован) — оруженосец, который смотрит на сэра Лага и имеет сильное желание стать рыцарем.
- Сквайр Эверетт (Squire Everett; озвучивает Марк Хилдрет) — как и Тайрон, Эверетт жаждет стать рыцарем. Племянник леди Мэри.
- Леди Стола (озвучивает Кэтлин Барр) — защитница рыцарей, её дух можно увидеть в повторяющейся вставке, где рыцари вооружаются доспехами и оружием. Однако рыцари не видят её до эпизода 2 сезона «Что хранит ключ», где она раскрывается Лэнсу.

### Силы Морганы
- Моргана (Lady Morgana; озвучивает Кэтлин Барр) — злая колдунья, которая является основным антагонистом сериала. Она ответственна за пленение Артура и его рыцарей в магической тюрьме. Она ненавидит Мерлина и обладает огромным магическим мастерством. Хотя она не знает, откуда они пришли, она знает, что новый Артур и его рыцари — не те, за кого себя выдают. Для воплощения своих целей Моргана создала из камня жестоких Воинов (англ. Warlord). Если Воины будут уничтожены в бою, Моргана способна возродить их заново из камня, используя свою магию.
- Лорд Змей (Lord Viper; озвучивает Гари Чок) — правая рука Морганы и главный полевой командир «Псов Войны» (Warlords, т. е. Воины). Кажется, он единственный человек в армии Морганы. Змей испытывает постоянную ненависть к Артуру Кингу, и на протяжении всего сериала у них было множество стычек на мечах, в которых Змей терпел поражения, что ещё больше подстёгивало его чувство. Основное оружие Змея — зубчатый меч, но у него также есть эмблема-зверь, изображённая на доспехах — змея, которая способна атаковать противника подобно лассо. Он разъезжает в повозке, которая выполняет роль катапульты.
- Чернокрыл (Warlord Blackwing; озвучивает Скотт Макнил) — третий в иерархии «Псов Войны» и заместитель Змея. Чернокрыл обладает сегментарными крыльями, подобно птеродактилю, что позволяет летать и атаковать своих врагов с воздуха при помощи когтей-дротиков, запускающихся из места сгиба крыльев.
- Экс (Warlord Axe; озвучивает Скотт Макнил) — Воин, не блещущий умом, Акс, соответствуя своему имени, вооружён топорами и разъезжает на установке, метающей топоры. Он появляется почти в каждом эпизоде и дважды побеждал в отдельных случаях короля Артура.
- Бэш (Warlord Bash — англ. «удар»; озвучивает Гарри Чок) — Воин, вооружение и доспехи которого напоминают о примитивных варварах. Владеет тяжёлой костяной дубиной и щитом в форме черепа.
- Блиндор (Warlord Blinder) — Воин, способный ослепить своих противников (откуда и его имя), соединив лезвия двух своих кортиков, которые он также способен метать.
- Хэммер или Молот (Warlord Hammer; озвучивает Майкл Донован) — сильнейший из Воинов и не слишком поворотливый, он вооружён двумя молотами, закреплёнными на запястьях.
- Лукан (Warlord Lucan) — свирепый волкоподобный Воин-берсерк с острыми когтями, которые он способен запускать как ракеты, и повозкой-тараном с волчьей головой, которая дышит огнем. С Транком, имеющим похожую повозку, зачастую сражается Лукан.
- Слэйшер (Warlord Slasher) — Воин с большим арсеналом колющего оружия, включая копья, плащ с лезвиями  по краю, а также копьемётную повозку. Как и Чернокрыл, он способен летать (точнее, планировать), но делает это редко.
- Спайк (Warlord Spike) — Воин с оружием типа совны и стреломётной телегой; Спайк выглядит одним из самых умных Псов Войны, так как он часто возглавлял злодеев в их миссиях, планировал стратегию в битвах.

### Пурпурная Орда
- Мастер Чен (Master Chang) — владеющий катаной предводитель Орды, армии азиатских воинов, которые угрожают рыцарям во втором сезоне сериала. Они настроены на завоевание страны и находятся в слабом союзе с Морганой. Чен придерживается строгого кодекса чести, что позволяет достичь определённого уровня взаимопонимания между Ордой и рыцарями.

## Эпизоды

### 1-й сезон
| № в сериале | № в сезоне | Название                                               | Выход в эфир     |
| ----------- | ---------- | ------------------------------------------------------ | ---------------- |
| 1           | 1          | «Opening Kick-off» «Начало»                            | 13 сентября 1992 |
| 2           | 2          | «A Knight's Quest» «На поиски Гвиневры»                | 20 сентября 1992 |
| 3           | 3          | «The Unbeliever» «Доверяй, но проверяй»                | 27 сентября 1992 |
| 4           | 4          | «Even Knights... Have to Eat» «Рыцари тоже хотят есть» | 4 октября 1992   |
| 5           | 5          | «Assault on Castle Morgana» «Штурм замка Морганы»      | 11 октября 1992  |
| 6           | 6          | «Quest for Courage» «В поисках бесстрашия»             | 18 октября 1992  |
| 7           | 7          | «The Warlord Knight» «Чужой среди своих»               | 25 октября 1992  |
| 8           | 8          | «The Challenge» «Вызов»                                | 1 ноября 1992    |
| 9           | 9          | «To Save a Squire» «Спасти оруженосца»                 | 8 ноября 1992    |
| 10          | 10         | «The Surrender» «Уловка»                               | 15 ноября 1992   |
| 11          | 11         | «Darren's Key» «Ключ Даррена»                          | 22 ноября 1992   |
| 12          | 12         | «Viper's Phantom» «Вездесущий Змей»                    | 29 ноября 1992   |
| 13          | 13         | «The Way Back» «Возвращение»                           | 1 декабря 1992   |

### 2-й сезон
| № в сериале | № в сезоне | Название                                                 | Выход в эфир     |
| ----------- | ---------- | -------------------------------------------------------- | ---------------- |
| 14          | 1          | «A Matter of Honor» «Дело чести»                         | 12 сентября 1993 |
| 15          | 2          | «What the Key Unlocked» «Что хранит ключ»                | 19 сентября 1993 |
| 16          | 3          | «Tyronne and Everett Alone» «Тайрон и Эверетт одни дома» | 26 сентября 1993 |
| 17          | 4          | «The Dark Side» «Дурная половина»                        | 3 октября 1993   |
| 18          | 5          | «The Quitters» «Предатель»                               | 10 октября 1993  |
| 19          | 6          | «Camelot Park» «Весёленький Камелот»                     | 17 октября 1993  |
| 20          | 7          | «The High Ground» «Воздух-земля»                         | 24 октября 1993  |
| 21          | 8          | «The Island» «Остров»                                    | 31 октября 1993  |
| 22          | 9          | «Quest for the Book» «В поисках книги»                   | 7 ноября 1993    |
| 23          | 10         | «Enter Morgana» «Ход Морганы»                            | 14 ноября 1993   |
| 24          | 11         | «The Cure» «Снадобье»                                    | 21 ноября 1993   |
| 25          | 12         | «Winter Campaign» «Зимняя битва»                         | 28 ноября 1993   |
| 26          | 13         | «Tone's Triumph» «Триумф Тоуна»                          | 12 декабря 1993  |

## Игра
Видеоигра, основанная на сериале, была  выпущена Enix для платформы Super NES в 1995 году. В игре представлено финальное противостояние между королём Артуром и Морганой в форме гигантского дракона, что должно было быть финалом истории, в котором футбольная команда «Рыцарей» смогла вернуться в свое время.
Для Enix эта игра была первой, разработанной американской компанией Manley & Associates, и предполагалось провести глубокую проработку перед выпуском, что должно было занять много времени. Однако затем вся франшиза была отменена, и в спешке игра подверглась финальной резке, чтобы стать тем, чем она является.

## Сопутствующие товары
Компания Mattel выпускала набор 5 1⁄2 дюймовых экшн-фигурок рыцарей, а также дополнительных аксессуаров. В 1993 году Marvel Comics выпустил комикс по мотивам мультсериала из 3-х выпусков, автором которого является Майкл Лэки.

## Релиз на носителях и потоковые сервисы
В 1998 году дистрибуция на видеокассетах на территории США была приобретена компанией «United American Video». 
Компания Maximum Entertainment выпустила полное издание сериала на R2 DVD в Великобритании. В 2010 году, после нескольких частичных выпусков на VHS и DVD, Image Entertainment выпустили в Северной Америке коробочный набор (бокс-сет), который  включал издание всех 26 эпизодов на трёх DVD-дисках — «King Arthur and the Knights of Justice: The Complete Animated Series».
В течение некоторого времени в конце 2000-х годов, весь сериал был доступен для свободного просмотра благодаря потоковым возможностям сервисов SyncTV и Kidlet компании Lycos. С 2012 по 2014 год он также был доступен для мгновенной потоковой передачи на Netflix. В 2016 году Golden Films выпустили его на Amazon.com. С 2019 года сериал доступен по подписке «Watch It Kid!»
.

## Восприятие
Мультсериал занял первое место в списках «The 10 Most Ridiculous Adaptations of Arthurian Legend» (2009) и «8 Mostly Forgotten '90s Cartoons» (2011) на веб-сайте «Topless Robot», а также в рейтинге «15 Most WTF Adaptations Of King Arthur». от портала ScreenRant в 2017 году. Писатель Марк Маккрей, напротив, дал положительный отзыв «благодарность творческому подходу Шалопена, который включает отличную завязку сюжета, необычное повествование и прекрасно нарисованных анимационных персонажей».